# 左朝散郎
朝散郎是文散官名。初置於隋文帝，隶属吏部，八郎位第四，至隋炀帝时廢除。
唐代再置朝散郎一職，屬於文官第二十階，從七品上，宋初同唐代。元丰改制后定为第二十一阶。